# كلاما
كلاما، (بالفرنسية: Calama) أستقر فيها الإنسان منذ فجر التاريخ، كما تشهد على ذلك الكثير من الأدوات و الكتابات الليبية و النصب الجنائزية التي عثر عليها علماء الآثار، يوجد بها مسرح روماني وأثار بيزنطية.

## تاريخ
تشكل (كلاما) العتيقة مع (هيبون)، (طاغاست) و (سيرتا) (تيفست) بصفة مؤكدة مركز عمران للحضارة النوميديا خلال الألفية الأولى قبل الميلاد، الشئ الذي جعل الفينيقيين يستقرون بها تدريجيا جاعلين منها و من منطقتها موقعا جد مرغوب، مما استدعى إنشاء حاميات و تحصينات، كانت(كلاما)، بحكم موقعها في قلب نوميديا الشرقية و مملكة (ماسي) التي كانت تغطي آنذاك الشمال القسنطيني، شاهدا على الحروب البونية بين روما وقرطاجة للسيطرة على المنطقة، ويروى أن الملك البربري يوغرطة خاض معركة و انتصر فيها على الجنرال الروماني(بوستينيس) (Postinius) غير بعيد عن أسوارها في منطقة نشامية، ومع مطلع القرن الأول من عصرنا، أصبحت كلاما ملكية رومانية مزدهرة، كمستلحقة في أول الأمر ثم كمستعمرة بعد ذلك، لتشكل مع هيبون وسيفيست تحت حكم (سيفار) (Sévère) خزاني الحبوب الرئيسيين للأمبراطورية، و يشهد مسرحها الذي يتسع لـ 4500 مكان و الذي يعتبر أحد أكبر المسارح الرومانية و الأكثر محافظة عليها في شمال أفريقيا، على مكانتها كقطب للتبادل و الاقتصاد، و بتموقعها على مفترق الطرق الإستراتيجي في مركز (روسيكادا) العتيقة ([[طاغاست)، (هيبون) و (تيفست)، و كلها قلاع قرطاجية قديمة، أرتقت كلاما إلى مصاف قلعة ثقافية تقاسمتها معها (طاغاست)، خلال بروز ثم سيطرة المسيحية، أرتقت كلاما إلى رتبة (أسقفية)، مشكلة جزءا من المقاطعة الكهنوتية لنوميديا تحت سلطة الأسقف (بوسيديس) (Possidius). و مع مجئ الوندال في 431 ميلادية، لجأ بوسيديس إلى هيبون لتسقط كلاما في عهد الإمبراطور (جنزيريك) (Genséric)، قبل أن تستعيدها بيزنطة في إطار إعادة غزو شمال أفريقيا من طرف الجنرال (سولومون) (solomon) تحت حكم جوستين (justinien) و الذي أعطاها مركزا قويا.
شهدت كلاما فترة من الركود قبل أن تتعرض للموجات الأولى للفتح الإسلامي في القرن الثامن (8) ميلادي، ومع مطلع القرن الحادي عشر (11) بدأ توافد الهلاليين (نسبة إلى بنو هلال (قبيلة)) حيث شكلت إحدى وجهاتهم حسب ما يرويه ابن خلدون، و يعود الفضل للفاطميين ثم الزيريين في استرجاع كلاما لمكانتها كمركز إشعاع ثقافي و اقتصادي، و بداية من القرن الثاني عشر تحت الحكم العثماني أصبحت قالمة بمثابة مأوى للعابرين، و فقدت بذلك من أهميتها. و شهدت ركودا استمر إلى غاية الاحتلال الفرنسي 1834 ميلادي، و نظرا لأهميتها الإستراتيجية، بدأت عملية إعادة بنائها على مجموع الموقع العتيق فأحيطت بسور تخترقه خمسة أبواب و بقي الحصن مطابقا للنطاق البيزنطي، و منذ ذلك لم تهدأ المنطقة عن مقاومة الاحتلال، فمن القائد الكبلوتي بن الطاهر من سوق أهراس، و هو أحد أجداد كاتب ياسين، إلى أحمد الشابي بن على المدعو أحمد الروشي، مرورا بالمعركة الشهيرة لعقبة التراب.
و إذا كتب لقالمة أن تنطق يوما فستقول : كنت أرض معارك و شرف على مدى العصور، و مياه سيبوس مخضبة بمياه أبطالي ... عشت الحروب البونية، عرفت الاحتلال الروماني، و عايشت بيزنطة قبل أن أعانق الصحوة الروحية الإسلامية.

## أعلام كلاما
- القديس بوسيديوس لكلاما تلميذ قديس أوغسطين وكاتب سيرته.